# 哈瑟爾巴赫河 (金茨河支流)
48°14′8″N 10°18′48″E / 48.23556°N 10.31333°E
哈瑟爾巴赫河是德國的河流，位於該國東南部，由巴伐利亞負責管轄，屬於金茨河的右支流，河道全長22公里，流域面積90平方公里。